# Toyono (Osaka)
Toyono (豊能町 Toyono-chō?) es un pueblo localizado en la prefectura de Osaka, Japón. En agosto de 2019 tenía una población estimada de 18.524 habitantes y una densidad de población de 539 personas por km². Su área total es de 34,34 km².

## Geografía

### Localidades circundantes
- Prefectura de Osaka
  - Ibaraki
  - Minō
  - Nose
- Prefectura de Kioto
  - Kameoka
- Prefectura de Hyōgo
  - Kawanishi

## Demografía
Según datos del censo japonés, la población de Toyono ha disminuido en los últimos años.
| Año del censo | Población |
| ------------- | --------- |
| 1995          | 26.617    |
| 2000          | 25.722    |
| 2005          | 23.928    |
| 2010          | 21.989    |
| 2015          | 19.934    |